# Guitarrón mexicano

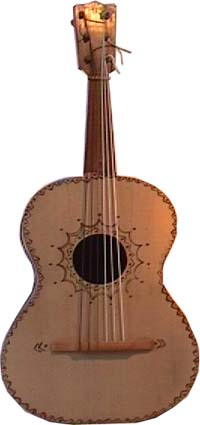
Guitarrón mexicano.

Le guitarrón mexicano est un instrument à cordes inventé au Mexique au XIXe siècle pour jouer les notes graves du mariachi. Il rappelle la guitare par sa forme et ses cordes, mais il est plus grand, plus large et son manche est proportionnellement plus court. Il utilise six cordes, qui sont accordées différemment de celles de la guitare, et est joué en utilisant deux d'entre elles à la fois pour donner plus de puissance et de volume au son. Il n'y a donc qu'une seule octave. L'accordage courant est le suivant : A2, E3, do3, G2, re2, la1 (55,00 Hz). Il est utilisé dans des genres musicaux comme le mariachi
Le guitarrón a inspiré à Ernie Ball le développement de la première basse acoustique moderne, mise sur le marché en 1972.